# هلند جنوبی
هلند جنوبی (به هلندی: Zuid-Holland) یکی از استان‌های کشور هلند است.
مرکز آن شهر لاهه و از دیگر شهرهای مهم آن بندر روتردام است.